# Devin Robinson
Devin Ray Robinson (Chesterfield, Virginia, 7 de marzo de 1995) es un baloncestista estadounidense que actualmente juega en el KK Cedevita Olimpija de la ABA Liga. Con 2,03 metros de estatura, juega en la posición de alero.

## Trayectoria deportiva

### Universidad
Jugó tres temporadas con los Gators de la Universidad de Florida, en las que promedió 8,9 puntos y 4,9 rebotes por partido. En su primera temporada fue incluido en el mejor quinteto de novatos de la SEC.
Al término de su temporada júnior decidió presentarse al draft de la NBA, renunciando a su último año como universitario.

#### Estadísticas
| Año     | Equipo  | PJ  | PT | MPP  | %TC  | %3P  | %TL  | RPP | APP | ROB | TPP | PPP  |
| ------- | ------- | --- | -- | ---- | ---- | ---- | ---- | --- | --- | --- | --- | ---- |
| 2014–15 | Florida | 33  | 18 | 19.0 | .402 | .256 | .636 | 2.8 | .7  | .5  | .4  | 6.4  |
| 2015–16 | Florida | 36  | 18 | 23.1 | .458 | .340 | .756 | 5.6 | .5  | .5  | .6  | 9.0  |
| 2016–17 | Florida | 36  | 35 | 26.4 | .475 | .391 | .723 | 6.1 | .6  | .9  | .8  | 11.1 |
| Total   | Total   | 105 | 71 | 23.0 | .450 | .336 | .714 | 4.9 | .6  | .6  | .6  | 8.9  |

### Profesional
Tras no ser elegido en el Draft de la NBA de 2017, fue invitado por Washington Wizards para disputar las Ligas de Verano, donde en cinco partidos promedió 3,4 puntos, 5,0 rebotes y 1,2 tapones. El 14 de julio firmó un contrato de dos vías con los Wizards, para jugar también en el equipo de la G League, los Delaware 87ers. El 2 de noviembre fue finalmente asignado a los Sevens.
Tras dos temporadas en Washington, en las que apenas disputó 8 encuentros con el primer equipo, el 23 de julio de 2019, firma un contrato anual sin garantía con Toronto Raptors.
El 18 de diciembre de 2020, firma con Indiana Pacers. Pero al día siguiente es asignado a su filial de la G League, los Fort Wayne Mad Ants.
De cara a la temporada 2021-22, se compromete con el Taoyuan Pilots de la liga de baloncesto de Taiwán.
En septiembre de 2022, firma por el ratiopharm Ulm de la Basketball Bundesliga.
El 12 de diciembre de 2022, Robinson fichó por el BAXI Manresa de la Liga ACB para el resto de la temporada 2022-23.
El 21 de julio de 2024, firma por el KK Cedevita Olimpija de la ABA Liga.[cita requerida]

## Estadísticas de su carrera en la NBA

### Temporada regular
| Año     | Equipo     | PJ | PT | MPP  | %TC  | %3P  | %TL  | RPP | APP | ROB | TPP | PPP |
| ------- | ---------- | -- | -- | ---- | ---- | ---- | ---- | --- | --- | --- | --- | --- |
| 2017-18 | Washington | 1  | 0  | 13.0 | .333 | –    | –    | 5.0 | .0  | 1.0 | .0  | 2.0 |
| 2018-19 | Washington | 7  | 0  | 13.6 | .594 | .000 | .643 | 2.9 | .9  | .6  | .9  | 6.7 |
| Total   | Total      | 8  | 0  | 13.5 | .571 | .000 | .643 | 3.1 | .8  | .6  | .8  | 6.1 |